# Discriminare sexuală
Discriminarea sexuală (numită și sexism ) este o atitudine sau prejudecată, exprimată sau ne-exprimată, privind superioritatea unui reprezentant al unui sex asupra altui sex și cu discriminarea acestuia din urmă. Termenul provine din limba engleză, sexismul fiind considerat un termen paralel cu rasismul, existând multe similitudini între cele două. Anii 1960 au fost plini de activitățile mișcării americane care luptă pentru drepturile femeilor în societate, această mișcare progresistă luptând contra discriminării sexuale.  

## Opinii cu privire la discriminarea sexuală

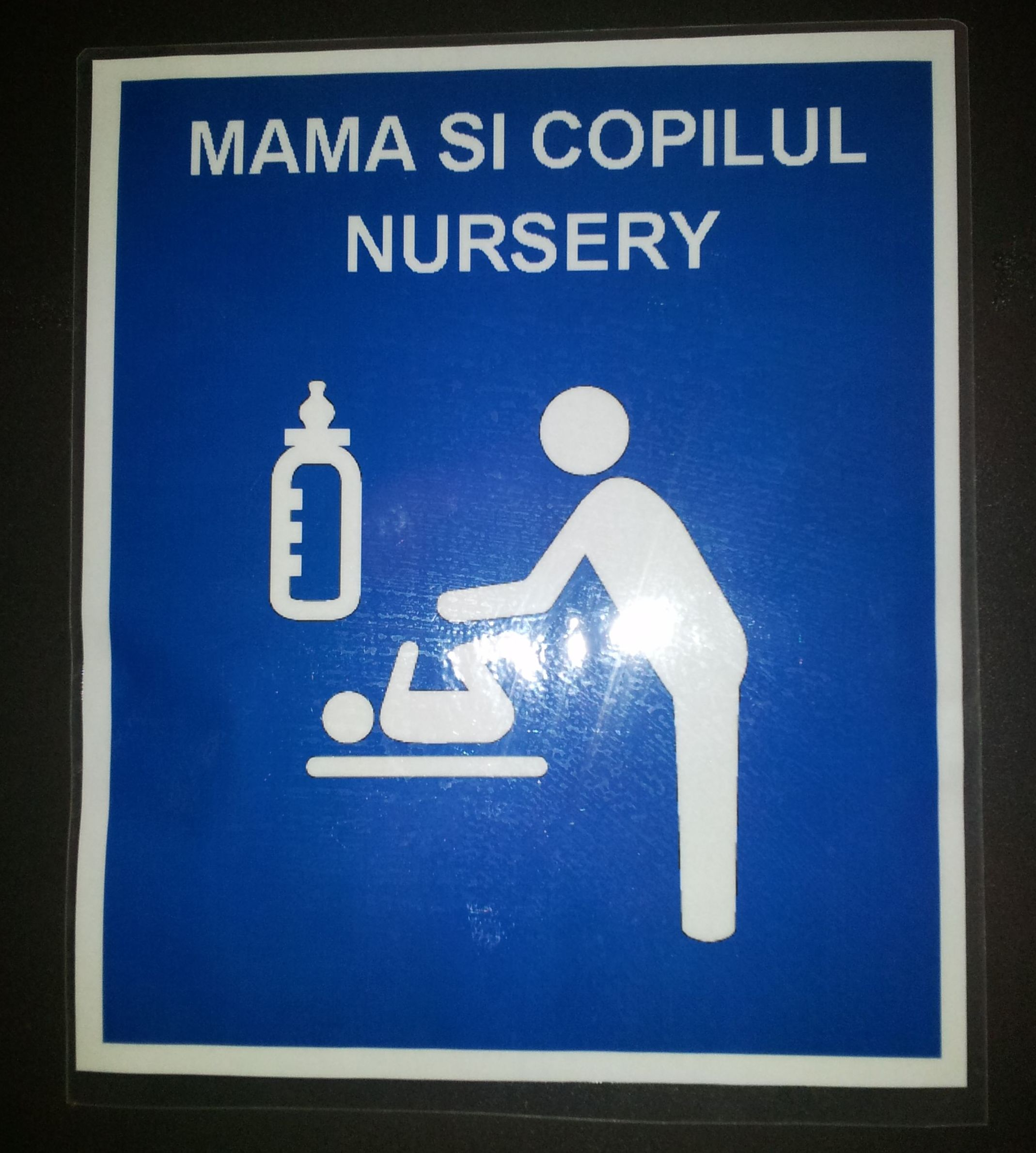
Discriminare între părinți în baza sexului părintelui în cauză - poster dintr-o instituție din România fotografiat în anul 2012

Termenul discriminare sexuală se poate referi și la bărbați care sunt defavorizați din cauza sexului feminin, cu toate că această discriminare este mult mai rară decât discriminarea la adresa femeilor. Cei care cercetează acest fenomen au un formular cu întrebări standard care sunt adresate populației.
Eliminarea discriminării sexuale din limbaj implică ipoteza lui Whorf, conform căreia nu numai limbajul este o reflectare a societății ci și societatea este în parte modelată după limbaj. Astfel, de exemplu, dacă copiii aud o profesiune descrisă mereu cu un cuvânt de genul masculin, își închipuie, probabil, că toți membrii acelei profesiuni sunt bărbați și că așa este normal. De asemenea dacă copiii văd la televizor și în cărți o imagine distorsionată între rolul celor doi părinți cu privire la relațiile din familie și implicarea acestora în cadrul familiei aceștia vor considera că așa este normal și se vor comporta, ca adulți, similar cu ceea ce au văzut la televizor și au citit în cărți ca și copii.

## Asemănări între sexism și rasism
Sexismul este similar cu rasismul și constă în concepția superiorității unui sex asupra altui sex (de pildă în a considera că o persoană de sex feminin are, prin natură, calități parentale mai bune decât una de sex masculin și deci mamei trebuie să îi fie încredințați minorii în cazul unui divorț, indiferent de calitățile parentale ale tatălui care de cele mai multe ori nici nu sunt cercetate de către instanțe)

## Ambivalența sexismului
În ciuda unor aparente ținte predilecte sexismul discriminează de fapt ambele sexe. Astfel prin menținerea în societate a unei concepții sexiste cu privire la abilitățile fiecărui gen, apartenența la un gen poate fi nu doar în detrimentul reprezentanților acelui sex ci și a reprezentanților sexului opus. De pildă atitudinea sexistă cu "rolul femeii de a crește copii" le pune acestora bariere de a accesa anumite meserii ori anumite funcții de conducere în timp ce, exact aceeași apartenență la un "sexul slab", îi discriminează pe bărbații care încearcă să câștige custodia copiilor în cazul unui divorț.

## Discriminarea sexuală în România
Discriminarea există, în funcție de domeniu, atât în defavoarea femeilor cât și în defavoarea bărbaților. Cele mai întâlnite forme de discriminare sunt:
- Discriminarea sexuală cu privire la relațiile de muncă
- Discriminarea sexuală în România cu privire la încredințarea minorilor

## Alte exemple de discriminare sexuală

### Armată
- În multe țări din lume serviciul militar este obligatoriu pentru bărbați dar nu și pentru femei. Acest lucru a fost valabil și în România până la 31 decembrie 2007. Schimbarea a fost inițiată prin schimbarea Constituției (în anul 2003) coroborată cu intrarea României în Uniunea Europeană la 1 ianuarie 2007. Prin revizuirea din anul 2003 a Constituției s-a înlocuit paragraful din care prevedea serviciul militar obligatoriu pentru bărbați[12], acesta fiind înlocuit de posibilitatea (dar nu obligația) ca cetățenii români (nu doar cei de sex masculin) să își apere țara[13]. În anumite țări, precum  China, Eritreea, Israel, Libia, Malaezia, Coreea de Nord, Norvegia, Peru, și Taiwan serviciul militar este obligatoriu pentru ambele sexe.[14][15]

### Școală
Mama este reprezentată mult mai des în manualele școlare decât părintele de sex masculin, creând astfel copiilor aflați la vârste fragede o imagine distorsionată cu privire la rolul celor doi părinți în familie.
- Discriminare între mamă și tată în abecedare (B1 TV)

### Audiovizual
Discriminarea sexuală în audio-vizual (sexism în audiovizual) se reflectă prin stereotipii cu privire la fiecare dintre cele două sexe, în modul cum acestea sunt prezentate în mod preponderent în filme, emisiuni radio-TV, etc. Acest gen de sexism este vizibil nu doar în România cât și în lume.

### Politici sociale
Există încă multe state ale lumii la care vârsta de pensionare pentru femei și pentru bărbați este stabilită la valori diferite, în general favorizând femeile. La nivel european există o directivă de uniformizare a vârstelor de pensionare pe care unele state au aplicat-o. Inclusiv în România s-a încercat eliminarea acestei discriminări, existând o inițiativă legislativă a ministerului muncii în acest sens. Această inițiativă care a fost însă respinsă de către președintele Băsescu care a retrimis legea în parlament pentru modificare. Noua lege continuă să prevadă o vârstă diferită de pensionare pentru femei și bărbați, 63 de ani pentru femei și 65 de ani pentru bărbați.

### Sănătate[17]
Există o serie de puncte de vedere care afirmă că sexul masculin este dezavantajat din punct de vedere medical: 
- Bărbații mor în medie cu 7 ani mai devreme decât femeile[18]. Înainte de vârsta de 65 de ani bărbații sunt de trei ori mai predispuși la boli de inimă [19] și de două ori mai predispuși sa moară de cancer pulmonar decât femeile [20]. Femeile frecventează medicul de familie de două ori mai mult decât bărbații, și femeile formează majoritatea pacienților tratați în spital [21]. Bărbații reprezintă marea majoritate a cazurilor de accidente înregistrate la urgență [22]. Bărbații conduc pe distanțe mai lungi astfel încât aceștia sunt implicați în majoritatea accidentelor rutiere. Din moment ce bărbații lucrează în meserii periculoase aceștia suferă cea mai mare parte a accidentelor industriale.
- Programele de screening sunt realizate pentru cancere care afectează femeile, cum ar fi cancerul de sân sau cancerul de col uterin. Totuși, nu există screening pentru cancerele echivalente care afectează pe bărbați, cum ar fi de cancerul de prostată sau cancerul testicular deși decesele din cauza cancerului de prostată sunt aproape la fel de dese ca decesele din cauza cancerului de sân și de 6,7 ori mai numeroase decât decesele cauzate de cancerul de col uterin. [23] [24]. Prejudecata este înclinată în continuare, deoarece cheltuielile cu cercetarea copleșitoare este în favoarea femeilor cu cancer. Nu există nici o mențiune de prostata, cancer testicular sau alt tip de cancer masculin.[25][26]
- Deși există un fenomen instituționalizat de combatere a mutilărilor organelor genitale ale fetițelor la naștere[27] nu există o reacție similară în cazul mutilării organelor sexuale masculine la băieți [28]
- Există o disproporție între fondurile guvernamentale alocate programelor de prevenire a unor boli între sexe, Ministerul Sănătății din România alocând fonduri semnificative pentru programul de vaccinare anti-HPV [29] sau screening pentru cancerul se sân [30], programe care nu sunt dublate de acțiuni similare cu privire la bolile echivalente ale persoanelor de sex masculin[necesită citare].
- Spoturile și pliantele de sănătate includ de asemenea boli referitoare la femei cum ar fi osteoporoza, menopauza, cancer de tip ovarian sau de col uterin nu apare deloc sau foarte rar referințe legate de cancerul testicular sau prostată.[17]

### Exemple de discriminare
- Discriminare pe criteriul sex în reclame Arhivat în 12 aprilie 2011, la Wayback Machine.
- SEXISMUL n-are granițe: Cele mai nefericite afirmații făcute de politicienii lumii, 6 iunie 2014, Silvana Chiujdea, Evenimentul zilei
- Băsescu reprezintă sexismul în societatea românească Arhivat în 28 noiembrie 2010, la Wayback Machine.